# Shiri Appleby
Shiri Freda Appleby (Los Ángeles, California, 7 de diciembre de 1978) es una actriz estadounidense de cine y televisión, conocida principalmente por su papel de Liz Parker, protagonista de la serie de televisión de ciencia ficción Roswell.

## Biografía

### Primeros años
Shiri Appleby nació en Los Ángeles, California y creció en Calabasas, en el condado de Los Ángeles. Es hija de Dina y Jerry Appleby y tiene un hermano menor llamado Evan. Su padre es un ejecutivo de telecomunicaciones de origen judío-americano mientras que su madre  es una profesora nacida en Israel.
Su nombre significa tanto "mi canción" como "cantar" en hebreo.
Se graduó de la educación secundaria en 1997 y realizó estudios superiores en literatura inglesa en la Universidad del Sur de California en paralelo con sus estudios de arte dramático.

### Carrera
Appleby comenzó su carrera a los cuatro años, realizando apariciones en comerciales para productos como Cheerios y M&M's. Su primer comercial fue para Raisin Bran pero nunca fue emitido al aire. Su primera actuación en una película fue en 1987, cuando tenía sólo 8 años, para el telefilme Blood Vows: The Story of a Mafia Wife. Si bien siguió realizando pequeñas interpretaciones en películas, principalmente participó como artista invitada en series de televisión, tales como Thirtysomething (1987), Doogie Howser, M.D. (1989), ER (1994), Baywatch (1989), Xena: la princesa guerrera (1995), 7th Heaven (1996) y Beverly Hills 90210 (1990).  
Entre 1999 y 2002 interpretó a Liz Parker, una de los protagonistas de la serie telesiva de ciencia ficción Roswell, la cual se prolongó por tres temporadas. Shiri Appleby había audicionado para los papeles de Isabel y María antes de quedarse con el rol de Liz Parker.
Después del cese de Roswell, Appleby realizó papeles destacados en el thriller sicológico Swimfan, en el drama A Time for Dancing y en la comedia Pizza My Heart. Además ha interpretado papeles secundarios en las películas Caos, Undertow y Charlie Wilson's War.
Además de sus incursiones en cine y televisión, Appleby actuó en videos musicales como "It's My Life" de Bon Jovi, "I Don't Want to Be" de Gavin DeGraw, "Save Yourself" de Sense Field; este último forma parte de la banda sonora de Roswell.

### Vida personal
Durante el 2007 salió con el actor y director Zach Braff protagonista de la serie Scrubs y director de la película Garden State (Algo en común).
Shiri se comprometió con su novio de dos años, el chef Jon Shook, durante un viaje a Ventotene, Italia, en julio de 2012. En diciembre de 2012, Appleby y Shook anunciaron que estaban esperando su primer hijo a principios de 2013. Shiri dio a luz a una niña, Natalie Bouader Shook, el 23 de marzo de 2013.

## Filmografía

### Televisión
| Año        | Serie                            | Papel                  | Episodios                                            |
| ---------- | -------------------------------- | ---------------------- | ---------------------------------------------------- |
| 1985       | Santa Barbara                    | Niña pequeña           | Episodio #1.359                                      |
| 1986       | Mystery Magical Special          | Ella misma             | Especial de Halloween                                |
| 1987       | Thirtysomething                  | Hope                   | "The Parents Are Coming, the Parents Are Coming"     |
| 1988       | The Bronx Zoo                    | Nicole                 | "Truancy Blues" y "Behind Closed Doors"              |
| 1988       | Freddy's Nightmares              | Marsha (10 años)       | "Freddy's Tricks and Treats"                         |
| 1988       | Dear John                        | Niña                   | "Hello/Goodbye"                                      |
| 1989       | Knight & Daye                    | Amy Escobar            |                                                      |
| 1989       | Who's the Boss?                  | Niño #1                | "To Tony, with Love"                                 |
| 1990       | Knots Landing                    | Mary Frances (10 años) | "My Firstborn" y "My Bullet"                         |
| 1991       | Sunday Dinner                    | Rachel                 | "Whose House Is It Anyway?"                          |
| 1993       | Doogie Howser, M.D.              | Molly Harris           | "Love Makes the World Go 'Round... or Is It Money?"  |
| 1993       | Raven                            | Jess                   | "The Guardians of the Night"                         |
| 1993       | Against the Grain                | Claire                 | Episodio piloto                                      |
| 1994       | ER                               | Ms. Murphy             | "24 Hours" (episodio piloto, 1.ª temporada)          |
| 1997       | Baywatch                         | Jennie                 | "Hot Water"                                          |
| 1997       | 7th Heaven                       | Karen                  | "Girls Just Want to Have Fun"                        |
| 1997       | City Guys                        | Cindy                  | "Bye Mom"                                            |
| 1998       | Xena: la princesa guerrera       | Tara                   | "Forgiven" y "A Tale of Two Muses"                   |
| 1999       | Beverly Hills, 90210             | Rene                   | "El héroe de la localidad"                           |
| 1999       | Movie Stars                      | Lori                   | Episodio piloto                                      |
| 1999- 2002 | Roswell                          | Liz Parker             | Todos                                                |
| 2000       | Batman del futuro                | Cynthia                | "Terry's Friend Dates a Robot"                       |
| 2000       | El Show de Amanda                | Nerd                   | Episodios #2.16 y #2.18                              |
| 2003       | Project Greenlight               | Herself                | The Battle of Shaker Heights                         |
| 2006- 2007 | Seis grados                      | Anya                   | 6 episodios                                          |
| 2008       | Welcome to The Captain           | Heather                | "The Wrecking Crew"                                  |
| 2008       | Fear Itself                      | Tracy                  | "Community"                                          |
| 2008       | To Love and Die                  | Hildy Young            | 12 episodios /Episodio piloto editado como telefilme |
| 2008       | ER                               | Dr. Daria Wade         | 15.ª temporada                                       |
| 2009       | Unstable                         | Megan Walker           |                                                      |
| 2010-2011  | Life Unexpected                  | Cate Cassidy           | Papel protagónico                                    |
| 2011       | Royal Pains                      | Stella                 | "Rash Talk"                                          |
| 2012       | Dating Rules from My Future Self | Lucy                   | Papel protagónico                                    |
| 2013       | Chicago Fire                     | Clarice                | Recurrente(Temporada 1, episodios 13,16)             |
| 2013       | Law & Order: SVU                 | Amelia Albers          | Episodio: "Military Justice"                         |
| 2015       | Unreal                           | Rachel Goldberg        | Papel protagónico                                    |
| 2015       | Code Black                       | Carla Niven            | Recurrente (3 episodios)                             |
| 2019       | Law & Order: SVU                 | Kitty Bennett          | Episodio: "Dearly Beloved"                           |

### Películas
| Año  | Película                              | Papel                      | Notas                   |
| ---- | ------------------------------------- | -------------------------- | ----------------------- |
| 1987 | Blood Vows: The Story of a Mafia Wife |                            | Telefilme               |
| 1987 | The Killing Time                      | Annie Winslow              |                         |
| 1988 | Curse II: The Bite                    | Grace                      |                         |
| 1988 | Go Toward the Light                   | Jessica                    | Telefilme               |
| 1990 | Te amaré hasta que te mate            | Millie                     | Niña en el parque       |
| 1992 | Perfect Family                        | Steff                      | Telefilme               |
| 1993 | Family Prayers                        | Nina                       |                         |
| 1999 | Deal of a Lifetime                    | Laurie Petler              |                         |
| 1999 | The Other Sister                      |                            |                         |
| 1999 | The Thirteenth Floor                  | Bridget Manilla            |                         |
| 2000 | A Time for Dancing                    | Samantha 'Sam' Russell     | Protagonista            |
| 2002 | Swimfan                               | Amy Miller                 |                         |
| 2003 | The Skin Horse                        | Carla                      |                         |
| 2003 | The Battle of Shaker Heights          | Sarah                      |                         |
| 2004 | Undertow                              | Violet                     |                         |
| 2004 | Darklight                             | Lilith / Elle              | Telefilme               |
| 2005 | 1/4life                               | Debra                      | Telefilme               |
| 2005 | When Do We Eat?                       | Nikki Stuckman             |                         |
| 2005 | Everything You Want                   | Abby Morrison              | Telefilme. Protagonista |
| 2005 | Caos                                  | Amanda                     |                         |
| 2005 | Pizza My Heart                        | Gina Prestolani            | Telefilme               |
| 2006 | I-See-You.Com                         | Randi Sommers              |                         |
| 2006 | I'm Reed Fish                         | Jill Cavanaugh             |                         |
| 2006 | Thrill of the Kill                    | Kelly Holden               | Telefilme               |
| 2006 | Carjacking                            | Cary                       | Cortometraje            |
| 2007 | The Killing Floor                     | Rebecca Fay                |                         |
| 2007 | What Love Is                          | Debbie                     |                         |
| 2007 | Charlie Wilson's War                  | Charlie's Angels- Jailbait |                         |

### Directora
| Año       | Título                                  | Episodio(s)                                                   | Notas |
| --------- | --------------------------------------- | ------------------------------------------------------------- | ----- |
| 2012      | Dating Rules from My Future Self        | «The Last Shrimp»                                             |       |
| 2012      | Sketchy                                 | «Got the Check»                                               |       |
| 2016–2018 | Unreal                                  | 4 episodios                                                   |       |
| 2019–2020 | Roswell, New Mexico                     | «Songs About Texas» (2019) «What If God Was One of Us» (2020) |       |
| 2019      | Pretty Little Liars: The Perfectionists | «Lost and Found»                                              |       |
| 2019      | Light as a Feather                      | 2 episodios                                                   |       |

## Premios y nominaciones
Shiri Appleby fue nominada a los siguientes premios:
| Año  | Premio             | Categoría                           | Película       | Resultado |
| ---- | ------------------ | ----------------------------------- | -------------- | --------- |
| 1993 | Young Artist Award | Best Young Actress in a Cable Movie | Perfect Family | Nominada  |
| 2000 | Teen Choice Awards | TV - Choice Actress                 | Roswell        | Nominada  |